# 2011 en astronomie
2009 en astronomie - 2010 en astronomie - 2011 en astronomie - 2012 en astronomie - 2013 en astronomie

## Événements

### Chronologie
L'année 2011 est une année à 6 éclipses, dont 4 solaires (toutes partielles) et 2 lunaires (toutes totales).

#### Janvier
- 3 janvier 2011 : la Terre se trouve à son périhélie[1].
- 4 janvier 2011 : éclipse solaire partielle, visible sur l'Europe, l'ouest de l'Asie et le nord de l'Afrique[2].
- 26 janvier 2011 : découverte de UDFj-39546284, galaxie la plus ancienne observée à cette date, vue telle qu'elle était il y a 13,2 milliards d'années.

#### Mars
- 18 mars 2011 : MESSENGER se met en orbite autour de la planète Mercure.
- 20 mars 2011 : équinoxe de mars à 23:21 UTC[1].
- 28 mars 2011 : sursaut gamma Swift J1644+57 correspondant à une destruction d'étoile par un trou noir supermassif[3].
- 31 mars 2011 : annonce d'un nouveau compagnon de la Terre, 2010 SO16 parcourant une orbite en fer à cheval[4].

#### Avril
- 6 avril 2011 : deux astéroïdes géocroiseurs passent très près de la Terre [5]:
  - 2011 GW9, d'environ 10 mètres, passe à 192 000 km,
  - 2011 GP28, d'environ 6 mètres, passe à 77 000 km.
- 23 avril 2011 : Makémaké occulte l'étoile NOMAD 1181-0235723 (où NOMAD fait référence à Naval Observatory Merged Astronomic Dataset)[6].

#### Mai
- 16 mai 2011 : lancement par la navette spatiale Endeavour (vol STS-134) du module expérimental AMS-02 à destination de la Station spatiale internationale.
- 31 mai 2011 : supernova SN 2011dh découverte dans la galaxie du Tourbillon (M51)[7].

#### Juin
- 1er juin 2011 : éclipse solaire partielle, visible sur la zone arctique nord-américaine[2].
- 5 juin 2011 : la faible taille de Mars serait due aux migrations de Jupiter[8].
- 8 juin 2011 : mise en service du VLT Survey Telescope (VST)[9].
- 15 juin 2011 : éclipse lunaire totale, centrée sur l'Océan Indien[2].
- 21 juin 2011 : solstice de juin à 17:16 UTC[1].
- 27 juin 2011 : l'astéroïde 2011 MD passe à 12 000 km de la Terre.
- 30 juin 2011 : le quasar ULAS J1120+0641 est le plus lointain connu (12,9 milliards d'années-lumière)[10].

#### Juillet

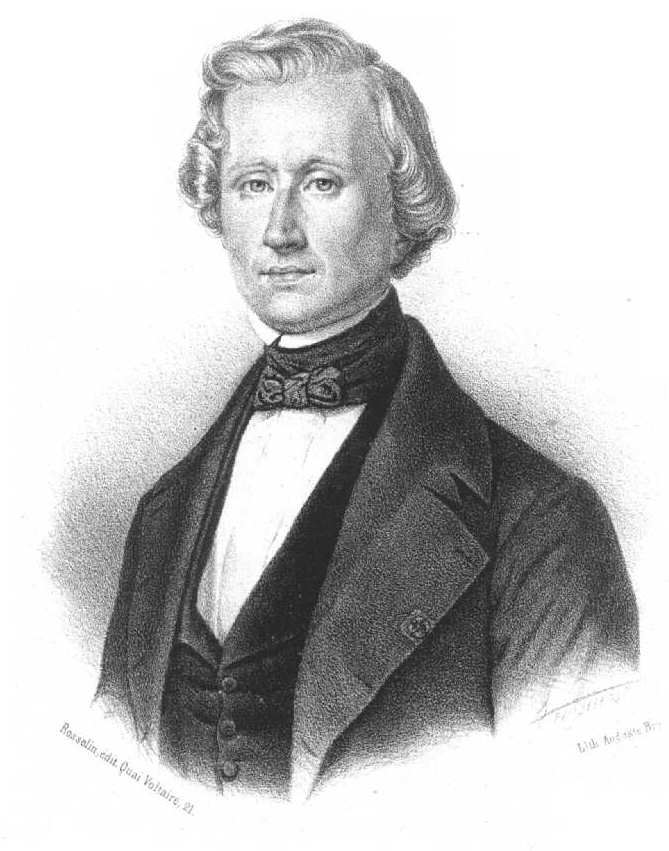
Urbain Le Verrier qui a permis la découverte de Neptune, dont on célèbre cette année le de sa naissance

- 1er juillet 2011 : éclipse solaire partielle, visible sur l'océan entre l'Afrique et l'Antarctique[2].
- 4 juillet 2011 : la Terre se trouve à son aphélie[1].
- 5 juillet 2011 : l'or présent sur Terre proviendrait des collisions d'étoiles à neutrons[11].
- 6 juillet 2011 : 
  - APEX découvre de l'eau oxygénée dans l'espace interstellaire[12].
  - une comète "fond" en plongeant vers le Soleil[13].
- 12 juillet 2011 : Neptune boucle sa première orbite depuis sa découverte le 23 septembre 1846 par Johann Gottfried Galle sur les indications d'Urbain Le Verrier[14].
- 16 juillet 2011 : la sonde spatiale Dawn se met en orbite autour de l'astéroïde Vesta.
- 18 juillet 2011 : une météorite dénommée Tissint, de 7 kg tombe au Maroc, dans la vallée du Drâa, près de Tata. Elle se révèle être d'origine martienne[15].
- 20 juillet 2011 : annonce de la découverte de S/2011 P 1, 4e satellite naturel connu de Pluton.
- 26 juillet 2011 : annonce de la découverte de 2010 TK7, premier astéroïde troyen de la Terre connu.
- 27 juillet 2011 : des ondes d'Alfvén suffisamment énergétiques peuvent expliquer les hautes températures de la couronne solaire[16].

#### Août
- 3 août 2011 : 
  - le télescope VISTA découvre 96 amas d'étoiles dans la Voie lactée[17].
  - l'aspect de la face cachée de la Lune serait dû à l'impact d'un second corps formé lors de la collision de Théia avec la proto-Terre[18].
- 4 août 2011 : la supernova historique SN 185 était bien une supernova de type SN Ia[19].
- 5, 6, 7 août 2011 : Nuit des étoiles.
- 20 août 2011 : la Lune passe dans l'axe de l'Arc de Triomphe, vers 13h42[20].
- 24 août 2011 : découverte de la supernova Ia SN 2011fe dans la galaxie M101.
- 26 août 2011 : AP Columbae est reconnue comme la plus proche (27 a.l.) des jeunes étoiles[21].

#### Septembre
- 1er septembre 2011 : annonce officielle de la découverte de l'étoile la plus primitive de notre galaxie, SDSS J102915+172927[22].
- 13 septembre 2011 : le Système solaire aurait perdu une planète géante lors de sa formation[23].
- 23 septembre 2011 : équinoxe de septembre à 09:05 UTC[1].

#### Octobre
- 1er octobre 2011 : 
  - troisième édition du Jour de la Nuit[24];
  - chute d'une comète sur le Soleil observée par Soho[25].

- 3 octobre 2011 : ouverture officielle du réseau de radiotélescopes ALMA[26].

- 4 octobre 2011 : 
  - le prix Nobel de physique est décerné aux astrophysiciens américains Saul Perlmutter, Brian P. Schmidt et Adam G. Riess, pour leurs travaux sur l’expansion accélérée de l’Univers[27];
  - nouvelles mesures de la rotation de Vénus montrant un possible ralentissement[28].
- 5 octobre 2011 : première comète, 103P/Hartley 2, renfermant de l'eau comparable aux océans terrestres, observée par le télescope spatial Herschel[29].
- 6 octobre 2011 : découverte d'une couche d'ozone dans l'atmosphère de Vénus[30].
- 8 octobre 2011 : pluies importantes de météorites de type Draconides, provenant de la comète 21P/Giacobini-Zinner[31].
- 13 octobre 2011 : accord entre l'ESO et le Chili sur la zone protégée de l'E-ELT[32].
- 14 octobre 2011 : la synthèse du deutérium est découvert dans le soleil par l'observatoire de neutrinos Borexino[33].
- 19 octobre 2011 : deux nouveaux amas globulaires VVV CL001 et VVV CL002 découverts dans la Voie lactée[34].
- 31 octobre 2011 : le trou noir central de notre galaxie absorbe des astéroïdes chaque jour[35].

#### Novembre
- 8 novembre 2011 : 
  - L'astéroïde potentiellement dangereux 2005 YU55 passe à 325 000 km de la Terre, et à 239 000 km de la Lune quelques heures plus tard[36]. Avec une magnitude apparente de 11, il sera observable avec des instruments d'au moins 70 mm.
  - Georges Lemaître s'est autocensuré en 1931 dans la traduction en anglais de son article de 1927, laissant à Edwin Hubble l'honneur de la découverte de la loi d'expansion de l'Univers[37].
- 11 novembre 2011 : Lutetia est proche parent de la Terre, Vénus et Mercure[38].
- 15 novembre 2011 : mise en service du radiotélescope spatial russe Spektr-R du projet RadioAstron[39].
- 16 novembre 2011 : aurores polaires sur Uranus[40].
- 23 novembre 2011 : Gliese 1214 b est une exoplanète dominée par l'eau[41].
- 25 novembre 2011 : éclipse solaire partielle, visible sur l'Antarctique[2].
- 30 novembre 2011 : la supernova Cassiopeia A a permuté son intérieur et sa surface lors de l'explosion[42],[43].

#### Décembre
- 5 décembre 2011 : VFTS 102, étoile à la plus grande vitesse de rotation jamais observée (2 millions de km/h)[44].
- 8 décembre 2011 : découverte des 2 plus gros trous noirs supermassifs de près de 10 milliards de masse solaire[45].
- 10 décembre 2011 : éclipse lunaire totale, centrée au sud du Japon[2].
- 14 décembre 2011 : un nuage de gaz fonce vers le trou noir supermassif Sagittarius A* centre de notre galaxie[46].
- 15 décembre 2011 : IGR J17091-3624 plus petit trou noir[47],[48].
- 16 décembre 2011 : les échantillons de Wild 2 ramenés par Stardust précisent la formation de Jupiter[49],[50].
- 22 décembre 2011 : solstice de décembre à 05:30 UTC[1].

### Exoplanètes
Au 1er janvier 2011, on avait découvert 519 exoplanètes.
Les découvertes des exoplanètes suivantes ont été annoncées en 2011 :
- 10 janvier 2011 : Kepler-10 b, plus petite exoplanète à ce jour (1,4 masse terrestre).
- 24 janvier 2011 : HIP 78530 b
- 2 février 2011 : Kepler-11, premier système comportant plusieurs exoplanètes en transit ; le système comprend Kepler-11 b, Kepler-11 c, Kepler-11 d, Kepler-11 e, Kepler-11 f et Kepler-11 g
- 7 février 2011 : GJ 3634 b
- 21 février 2011 : MOA-2009-BLG-387L b
- 15 avril 2011 : WASP-43 b
- 16 mai 2011 : WASP-44 b
- 23 mai 2011 : Kepler-10 c
- 12 septembre 2011 : 50 nouvelles exoplanètes, dont 16 super-terres, par le spectrographe HARPS[52],[53]
- 15 septembre 2011 : Kepler-16 b, exoplanète orbitant autour d'un système binaire d'étoiles[54]
- 19 octobre 2011 : LkCa 15 b, plus jeune exoplanète[55]
- 5 décembre 2011 : Kepler-22 b, plus petite exoplanète en zone habitable[56]
- 20 décembre 2011 : Kepler-20 e et Kepler-20 f, exoplanètes de taille terrestre (0,87 et 1,03 Terre)[57]
- 21 décembre 2011 : deux exoplanètes autour d'une géante rouge KIC 05807616[58]

À la fin 2011, on avait découvert 716 exoplanètes confirmées et 2 326 candidates.

### Comètes

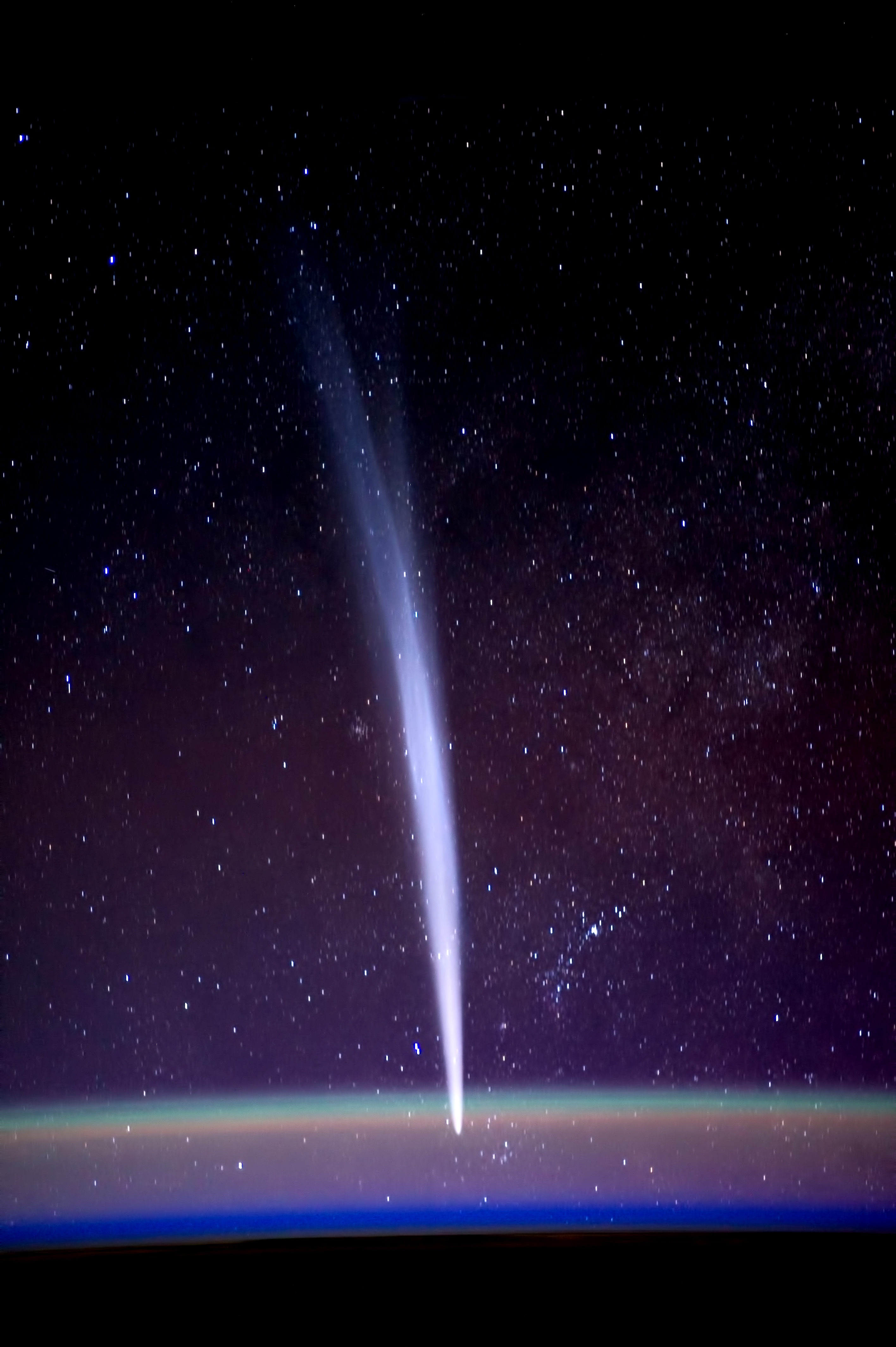
Comète Lovejoy depuis l'ISS

En 2011, les comètes suivantes ont été à l'honneur :
Tempel 1Nouveau survol par la sonde Stardurst le 15 février 2011. Elle a permis de voir le cratère formé par un impacteur de la sonde Deep Impact, le 4 juillet 2005.
Comète EleninDécouverte le 17 décembre 2010, elle devait passer le 16 octobre 2011 à 34 Gigamètres de la Terre, mais elle se désintègre le 20 août 2011.
C/2009 P1 (Garradd)Elle passe à 208 gigamètres le 23 août 2011 de la Terre, et au périhélie le 23 décembre 2011 à 1,55 UA.
P/2011 W2 (Rinner)Découverte le 28 novembre 2011 par l'astronome amateur française Claudine Rinner à l'aide d'un télescope piloté à distance,.
C/2011 W3 (Lovejoy)Découverte le 27 novembre 2011 par l'astronome amateur australien Terry Lovejoy, cette comète rasante passe seulement à 140 000 kilomètres de la surface du Soleil le 16 décembre 2011, mais résiste.
C/2011 L4 (PANSTARRS)Découverte le 6 juin 2011 par Pan-STARRS, elle passera au périhélie le 10 mars 2013.

## Phases de la Lune
Le tableau suivant résume les phases de la Lune pour l'année 2011 :
| #  | Nouvelle Lune | Premier quartier | Pleine Lune | Dernier quartier |
| -- | ------------- | ---------------- | ----------- | ---------------- |
| 1  | 4/01          | 12/01            | 19/01       | 26/01            |
| 2  | 3/02          | 11/02            | 18/02       | 24/02            |
| 3  | 4/03          | 12/03            | 19/03       | 26/03            |
| 4  | 3/04          | 11/04            | 18/04       | 25/04            |
| 5  | 3/05          | 10/05            | 17/05       | 24/05            |
| 6  | 1/06          | 9/06             | 15/06       | 23/06            |
| 7  | 1/07          | 8/07             | 15/07       | 23/07            |
| 8  | 30/07         | 6/08             | 13/08       | 21/08            |
| 9  | 29/08         | 4/09             | 12/09       | 20/09            |
| 10 | 27/09         | 4/10             | 12/10       | 20/10            |
| 11 | 26/10         | 2/11             | 10/11       | 18/11            |
| 12 | 25/11         | 2/12             | 10/12       | 18/12            |
| 13 | 24/12         |                  |             |                  |

## Conjonctions

### Entre planètes
Conjonctions entre planètes du système solaire pour l'année 2011 :